# Hadsunds kyrka
Hadsunds kyrka, danska: Hadsund Kirke, är en luthersk kyrka i Hadsund i Danmark. Kyrkan invigdes den 14 augusti 1898 Orgeln är från 1967. och kyrkan har totalt 26 klockor. När den byggdes låg kyrkan utanför staden, men Hadsund har sedan dess utvidgats och idag ligger kyrkan nära dess centrum.

## Beskrivning
Kyrkan byggdes 1898 och ritades av arkitekten Claudius August Wiinholt från Viborg. Då kostade kyrkans byggnation 23 000 DKK. Ytterligare 2 000 DKK användes för att bygga ett kapell, där kyrkklockan ursprungligen hängdes.
Kyrkans planlösning liknar ett grekiskt kors, där varje flygel är lika lång. År 1967 genomgick kyrkan stora renoveringar och den västra flygeln utökades med två meter. Kyrkans interiör byggdes ursprungligen med röda tegelväggar, som sedan målats vita.
År 1906 byggdes en elstation i Hadsund och kyrkan försågs därefter med el 1914.

### Interiör

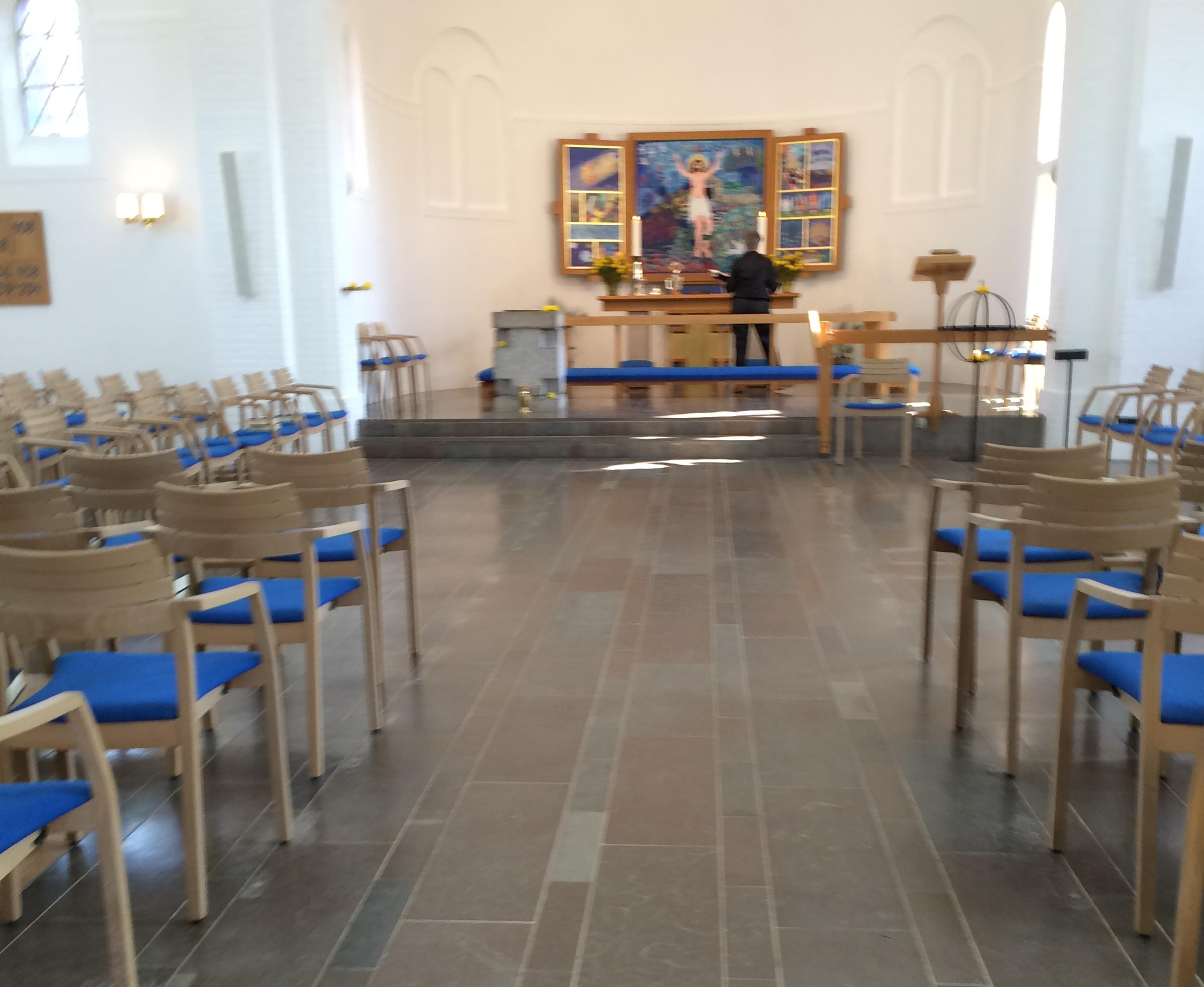
Mittskeppet

Dopfunten i mässing installerades ursprungligen vid en kyrka inom Viborgs stift. Den kyrkan hade stängt innan Hadsunds kyrka byggdes och dopfunten flyttades dit innan kyrkan öppnade 1898. År 2007 försågs den med en ny granitsockel formad som ett grekiskt kors för att spegla byggnadens arkitektur.
Altartavlan skänktes före kyrkans invigning av Magdalene Kjellerup, som då var ägare till Visborggaard Gods. Altartavlan, målad av Olga Marie Smith, var ursprungligen en kopia av ett verk av Laurits Tuxen. Den ersattes vid renoveringen 1967 med ett enkelt krucifix. Den nuvarande altartavlan donerades till kyrkan på dess 100-årsjubileum 1998. Konstnären Esben Hanefeldt Kristensen refererar till verket som "Den morgen døden døde". Målningen föreställer Jesu uppståndelse och den centrala panelen visar hur Jesus trampar på en orm, vilket symboliserar hans nederlag mot djävulen. Ytterligare motiv från både gamla och nya testamentet visas på altartavlans två vingar. Vingarna kan vikas stängda för att avslöja ytterligare en målning av en törnekrona, som visas under fastan, långfredagen och begravningsgudstjänster.
Vid restaureringen 1967 tillkom ett antal inventarier till kyrkan, bland annat: altaret och altartavlan, orgeln och kyrkans tidigare predikstol. Kyrkans orgel är konstruerad av Frobenius & Sønner och har tolv register, två klaviaturer och cirka 800 pipor. Orgeln har sedan dess utrustats med fyra elektroniska klaviaturer. Votivskeppet hängdes efter att ha restaurerats av en lokal invånare. Den hade ursprungligen tillverkats 1939 i Vejle och donerades till kyrkan 1943 av Harald Gade, en möbelhandlare från Köpenhamn. Predikstolen installerades tillsammans med ett ljudtak, men den har sedan dess ersatts av ett podium.
Ovanför huvudentrén hänger ett konstverk som skänktes till kyrkan av guldsmeden Bent Exner 1977. Verket består av 60 kopparplåtar som är arrangerade i en kvadrat. 

## Klocktorn

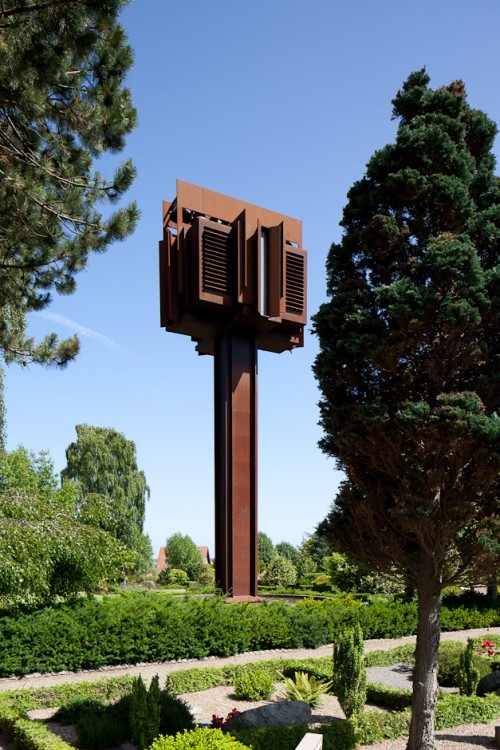
Klocktorn, byggt 1977

År 1934 byttes kyrkans första klocka ut. Den nya klockan, som gjutits av ett gjuteri i Brønderslev, skänktes av Ane Kirstine Kjeldsen, som bodde i Hadsund. Klockan stöptes om 1966 och bär nu inskriptionen: "Se jag förkunnar dig en stor glädje" (danska: "Se jeg forkynder eder en stor glæde").
Ett nytt klocktorn ritades av arkitekten J.K. Sørensen, och uppfördes 1977 av stål. Efter en donation 1991 försågs tornet med en klockklocka, som färdigställdes och invigdes 1992 av biskopen av Aalborgs stift, Søren Lodberg Hvas. Klockspelet innehåller 23 nya klockor utöver kyrkans tidigare tre. Den spelas flera gånger om dagen av kyrkans organist. 

## Kyrkogården
Jacob Møller, köpman i Hadsund var den första som köpte en familjegravplats på kyrkogården. Han hade varit personligen delaktig i kyrkans skapande och hade skänkt marken till både kyrkan och dess kyrkogård.
Kyrkogården växte snabbt ur sin ursprungliga tomt. Flera försök gjordes att köpa intilliggande mark av Jacob Møller och senare från hans arvingar, men kyrkan lyckades inte skaffa tillräckligt med pengar för att möta det pris som Møllers dödsbo krävde. År 1919 hade situationen blivit akut och kyrkan var i desperat behov av mer mark. En annan välbärgad familj i Hadsund, paret Hornbech, köpte Møllers mark och skänkte den till kyrkan samma år.
Kapellet på kyrkans tomt används till stor del för begravningar. Det byggdes 1979, efter att det ursprungliga kapellet hade blivit för föråldrat. Den designades av J.K. Sørensen, som också utformat kyrkans klockstapel.

## Galleri

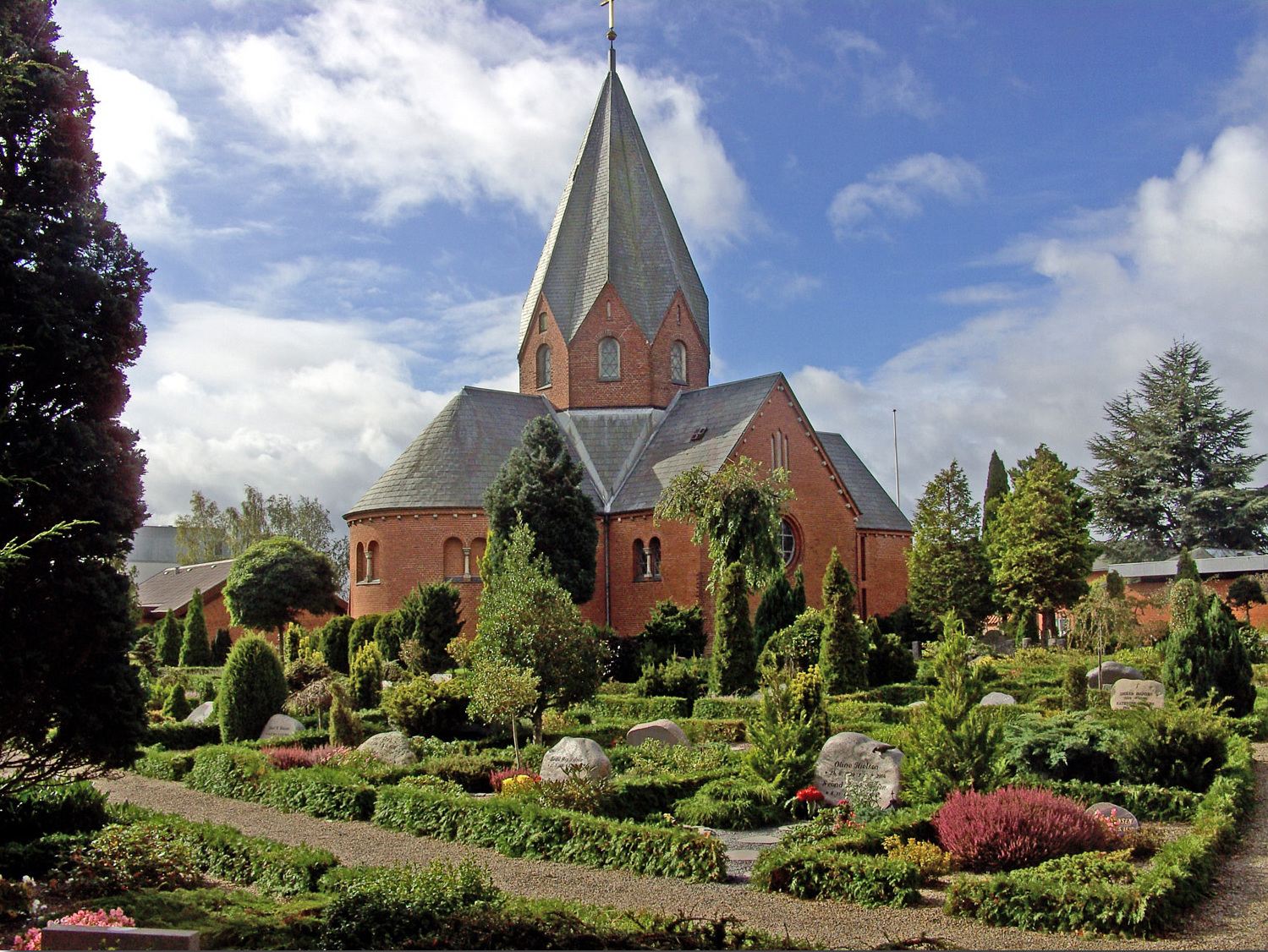
Kyrkogård kring kyrkan
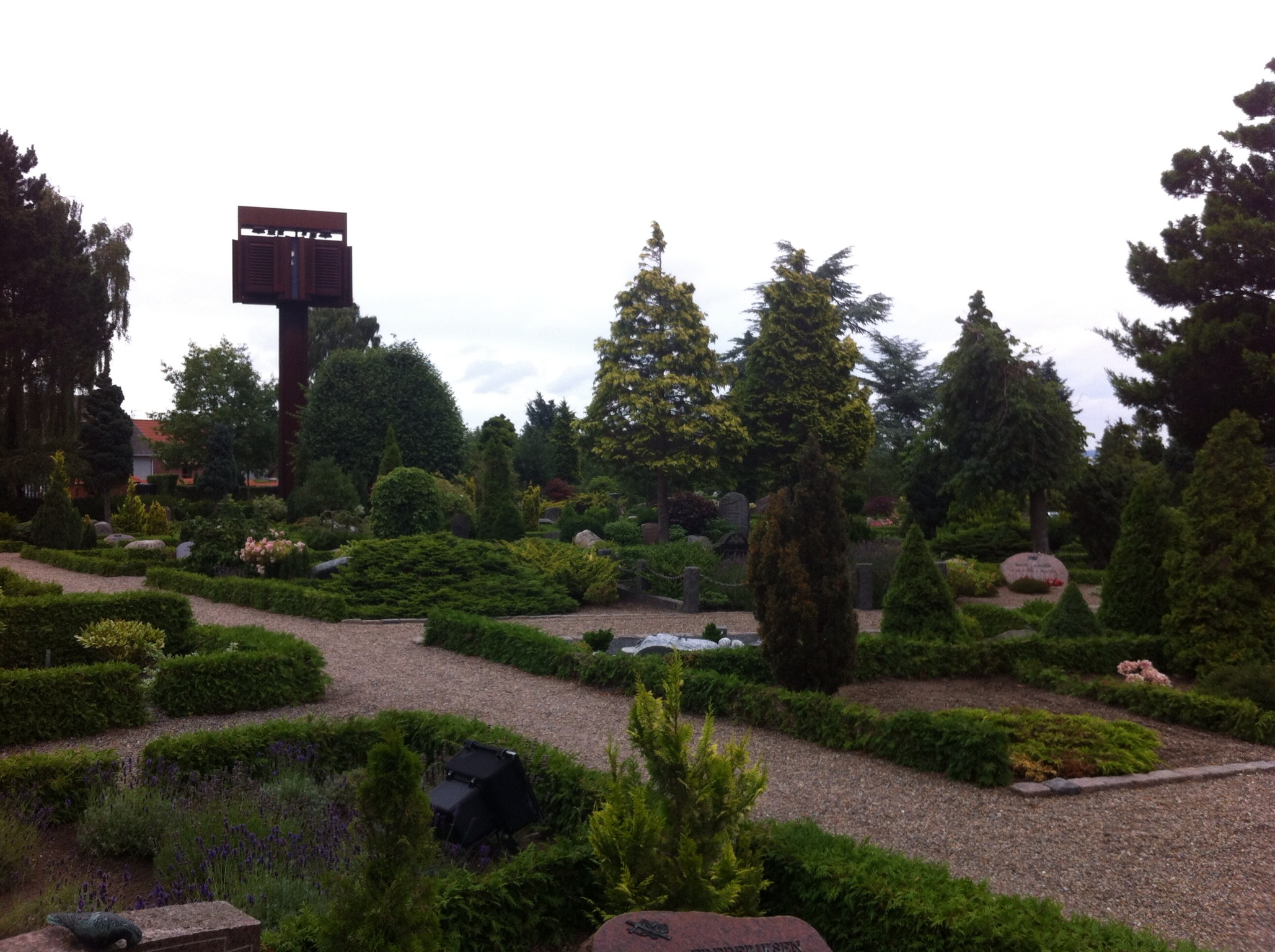
Hadsund kyrkogård med klockstapeln i bakgrunden
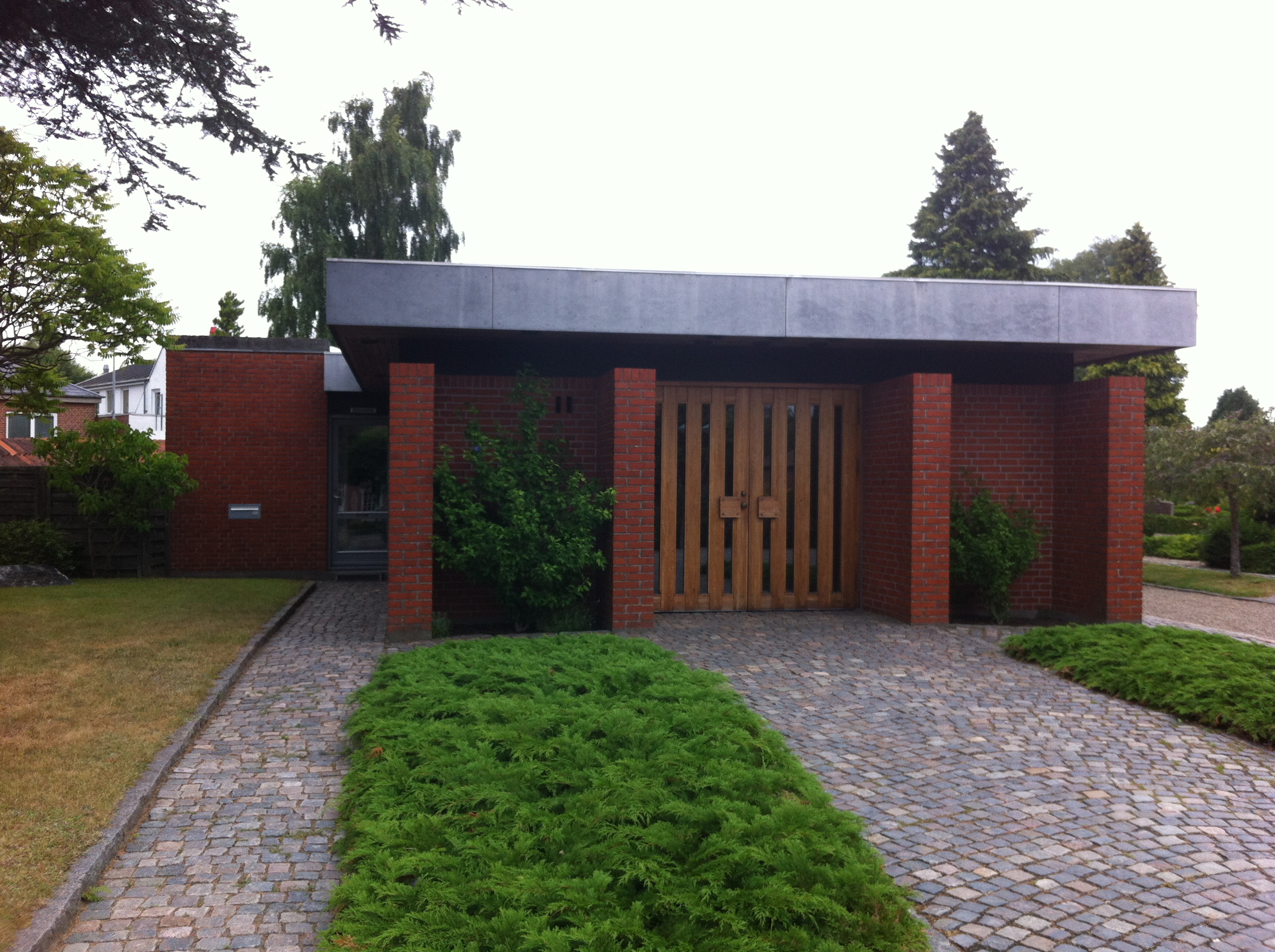
Kapellet, byggt 1979
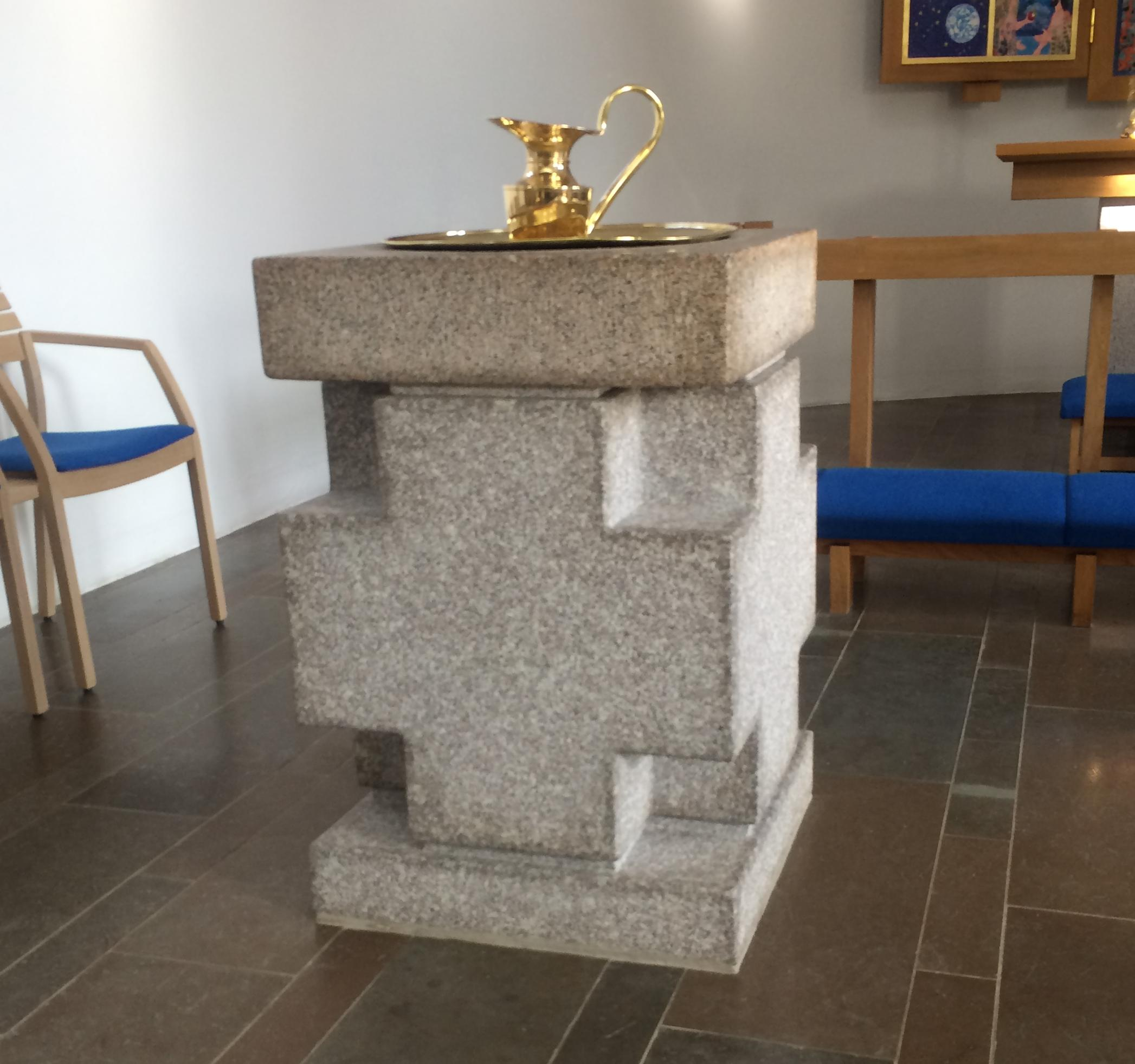
Dopfunt